# The Approach
The Approach to debiutancki album zespołu I:scintilla.

## Lista utworów
1. "Intro"
2. "Imitation"
3. "Logic + Lack Thereof"
4. "Capsella Bursa Pastoris"
5. "Fidelidad [Estrogen Mix]"
6. "Scin"
7. "Translate"
8. "Havestar"
9. "The Intruder, Part IV"
10. "The Bells"